# Relespública
Relespública é uma banda brasileira de rock formada em 1989 em Curitiba. A banda foi formada por fãs do The Who, The Kinks, The Yardbirds, Small Faces e de bandas brasileiras como Ira!.
A banda mudou de formação algumas vezes, com passagens de tecladistas e diversos vocalistas de apoio e teve seu auge no Rock in Rio quando contratados pela Universal Music que acabara de se instalar no Rio de Janeiro e São Paulo, formando assim um dos nomes de peso do "cast RocknRoll".
Com as mudanças, a "Reles", como é chamada pelos fãs, renovou-se, compondo formação original e visceral, com Ricardo Bastos, Emanuel Moon e Fabio Elias, e apresentando-se em festivais brasileiros de Rock, como: SuperDemo (RJ), Abril Pro Rock (Recife), GIG Rock (Porto Alegre), Goiânia Noise, entre outros.
A banda passou por um momento de crise, uma vez que Fábio Elias anunciou uma pausa e começou a divulgar sua nova carreira, dedicada ao sertanejo universitário. Após um hiato de dois anos, a Reles voltou no início de 2012, com o lançamento do DVD Antes do Fim do Mundo, gravado entre 2009 e 2010, lançado pela MNF Discos.

## Integrantes

### Formação atual
- Fabio Elias – guitarra e vocal
- Emanuel Moon – bateria
- Ricardo Bastos – baixo

### Ex-integrantes
- Daniel Fagundes - vocal
- Roger Gor - teclado
- Kako Louis - vocal
- Ivan Santos - vocal

## Discografia

### EPs
- Mod (1993, Independente)
- Sem Ninguém ao Lado (2021, Volts)[10]

### Álbuns de estúdio
- E o Rock'n’Roll Brasil?! (1998, Jethro Songs)
- O Circo Está Armado (2000, Universal Music)
- As Histórias São Iguais (2003, Monstro Discos)
- Efeito Moral (2008, MNF Music)
- Só em Si (2022, Voltz)[11]

### Álbuns ao vivo
- Venda Proibida - Ao Vivo do Centro Politécnico (1996, Catarse/Franzini)
- MTV Apresenta Relespública (2006, Vila Biguá/Works Music)
- Antes do Fim do Mundo (2012, Independente)

## Videografia

### DVDs
- MTV Apresenta Relespública (2006, Vila Biguá/Works Music)
- Antes do Fim do Mundo (2012, Independente)